# Bluestreakit
Bluestreakit (IMA-Symbol Blu) ist ein sehr selten vorkommendes Mineral aus der Mineralklasse der „Oxide und Hydroxide“ mit der chemischen Zusammensetzung K4Mg2[V4+2V5+8O28]∙14H2O und damit chemisch gesehen ein wasserhaltiges Kalium-Magnesium-V[5,6]-Vanadat, das strukturell zu den Oxiden zählt.
Bluestreakit kristallisiert im monoklinen Kristallsystem und findet sich meist in Form unregelmäßiger polykristalliner Krusten, bestehend aus winzigen Täfelchen oder Blättchen bis etwa 0,3 mm Größe, auf abgerundeten Quarzkörnern oder massigen Montroseit-Aggregaten. Das Mineral ist durchsichtig und von dunkelgrünlichblauer Farbe, hinterlässt allerdings auf einer Strichtafel einen hellblauen Strich. Glatte Kristallflächen weisen einen schwachen Diamantglanz auf. Mit einer Mohshärte von etwa 2 gehört Bluestreakit zu den weichen Mineralen, die sich ähnlich wie das Referenzmineral Gips (Härte 2) von einem Fingernagel ritzen lassen.

## Etymologie und Geschichte
Entdeckt wurde Bluestreakit erstmals in Mineralproben aus der „Blue Streak“-Mine, einer Sandstein-Uran-Vanadium-Lagerstätte im Bergbaubezirk Bull Canyon im Montrose County des US-Bundesstaates Colorado. Die Analyse und Erstbeschreibung erfolgte durch ein größeres Mineralogen- und Geologenteam, namentlich Anthony R. Kampf, John M. Hughes, Joe Marty, Barbara P. Nash, Yu-Sheng Chen und Ian M. Steele. Diese benannten das Mineral nach dessen Typlokalität.
Das Team um Kampf sandte seine Untersuchungsergebnisse und den gewählten Namen 2014 zur Prüfung an die International Mineralogical Association (interne Eingangs-Nr. der IMA: 2014-047), die den Bluestreakit noch im gleichen Jahr anerkannte. Ebenfalls im gleichen Jahr erfolgte auch die Publikation der Erstbeschreibung im englischsprachigen Fachmagazin The Canadian Mineralogist.
Das Typmaterial (Cotyp) des Minerals wird in der Mineralogischen Sammlung des Natural History Museum of Los Angeles County (LACMNH) in Los Angeles (Kalifornien) unter den Sammlungs-Nr. 64174 und 64175 aufbewahrt.

## Klassifikation
Da der Bluestreakit erst 2014 als eigenständiges Mineral anerkannt wurde, ist er weder in der zuletzt 2009 aktualisierten 9. Auflage der Strunz’schen Mineralsystematik noch in der vorwiegend im englischen Sprachraum gebräuchlichen Systematik der Minerale nach Dana verzeichnet.
Einzig im Lapis-Mineralienverzeichnis nach Stefan Weiß, das sich allerdings aus Rücksicht auf private Sammler und institutionelle Sammlungen noch nach alten Form der Systematik von Karl Hugo Strunz in der 8. Auflage richtet, erhielt das Mineral die System- und Mineral-Nr. IV/G.01-22. In der „Lapis-Systematik“ entspricht dies der Klasse der „Oxide und Hydroxide“ und dort der Abteilung „Vanadiumoxide (Polyvanadate mit V4+/5+)“, wo Bluestreakit zusammen mit Burroit, Gunterit, Huemulit, Hughesit, Hummerit, Kokinosit, Lasalit, Magnesiopascoit, Nashit, Pascoit, Postit, Rakovanit, Schindlerit, Sherwoodit und Wernerbaurit die Gruppe der „Gruppenvanadate“ bildet (Stand 2018).

## Kristallstruktur
Bluestreakit kristallisiert in der monoklinen Raumgruppe P21/n (Raumgruppen-Nr. 14, Stellung 2) mit den Gitterparametern a = 12,2383(7) Å; b = 10,3834(4) Å; c = 14,1945(6) Å und β = 103,008(2)° sowie zwei Formeleinheiten pro Elementarzelle.

## Eigenschaften
Das Mineral ist wasserlöslich, wobei es allerdings mehrere Tage bis zur Auflösung braucht. In verdünnter Salzsäure (HCl) ist die Löslichkeit wesentlich höher und es kommt zudem zum sofortigen Farbverlust. Aufgrund der Löslichkeit von Bluestreakit in Flüssigkeiten mit wässriger Dichte konnte die Dichte des Minerals nicht gemessen werden, da nicht genügend Material für eine direkte Messung verbleibt. Die anhand der Kristalldaten berechnete Dichte beträgt 2,630 g/cm³.
Bluestreakit zeigt keine beobachtbare Form von Spaltbarkeit oder Absonderung. Allerdings ist das Mineral spröde und bricht bei ungleichmäßiger Belastung mit unebenen Bruchflächen.

## Bildung und Fundorte
Bluestreakit bildet sich sekundär in der Oxidationszone von Montroseit-Corvusit-haltigen und feuchten Sandstein-Blöcken. Als Begleitminerale treten vor allem Gips, Huemulit, Hummerit, Metamunirit und Munirit auf. Des Weiteren fanden sich in der Nähe der Bluestreakit-Fundstelle noch Calciodelrioit, Delrioit, Hughesit, Magnesiopascoit, Metarossit, Pascoit, Powellit und Rossit.
Außer der Typlokalität „Blue Streak“-Mine in Colorado ist bisher kein weiterer Fundort für Bluestreakit bekannt.